# Distretto di Asunafo Sud
Il distretto di Asunafo Sud (ufficialmente Asunafo South District, in inglese) è un distretto della regione di Ahafo del Ghana.